# Snooker-Saison 1982/83
Die Snooker-Saison 1982/83 war eine Reihe von Snookerturnieren, die der Snooker Main Tour angehörten. Sie begann im Juli 1982 und endete am 27. Mai 1983. Während der Saison gab es 87 Profispieler.

## Turniere
Die folgende Tabelle zeigt die Saisonergebnisse:
| Datum                              | Turnier                         | Austragungsort | Art                   | Sieger          | Finalist          | Ergebnis |
| ---------------------------------- | ------------------------------- | -------------- | --------------------- | --------------- | ----------------- | -------- |
| Juli 1982                          | Australian Masters              | Sydney         | Einladungsturnier     | Steve Davis     | Eddie Charlton    | 2:1      |
| 23. bis 26. September 1982         | Scottish Masters                | Glasgow        | Einladungsturnier     | Steve Davis     | Alex Higgins      | 9:4      |
| 27. September bis 10. Oktober 1982 | International Open              | Derby          | Weltranglistenturnier | Tony Knowles    | David Taylor      | 9:6      |
| 11. bis 22. Oktober 1982           | Professional Players Tournament | Birmingham     | Weltranglistenturnier | Ray Reardon     | Jimmy White       | 10:5     |
| 20. November bis 4. Dezember 1982  | UK Championship                 | Preston        | Non-Ranking           | Terry Griffiths | Alex Higgins      | 16:15    |
| 28. bis 30. Dezember 1982          | Pot Black                       | Birmingham     | Einladungsturnier     | Steve Davis     | Ray Reardon       | 2:0      |
| 9. bis 16. Januar 1983             | Classic                         | Warrington     | Einladungsturnier     | Steve Davis     | Bill Werbeniuk    | 9:5      |
| 23. bis 30. Januar 1983            | Masters                         | London         | Einladungsturnier     | Cliff Thorburn  | Ray Reardon       | 9:7      |
| 16. bis 20. Februar 1983           | Welsh Professional Championship | Ebbw Vale      | Non-Ranking           | Ray Reardon     | Doug Mountjoy     | 9:1      |
| 21. bis 23. Februar 1983           | Tolly Cobbold Classic           | Ipswich        | Einladungsturnier     | Steve Davis     | Terry Griffiths   | 7:5      |
| 28. Februar bis 6. März 1983       | International Masters           | Derby          | Non-Ranking           | Ray Reardon     | Jimmy White       | 9:6      |
| 9. bis 13. März                    | Irish Professional Championship | Belfast        | Non-Ranking           | Alex Higgins    | Dennis Taylor     | 16:11    |
| 22. bis 27. März 1983              | Irish Masters                   | Kill           | Einladungsturnier     | Steve Davis     | Ray Reardon       | 9:2      |
| 16. April bis 2. Mai 1983          | Snookerweltmeisterschaft        | Sheffield      | Weltranglistenturnier | Steve Davis     | Cliff Thorburn    | 18:6     |
| 7. bis 14. Mai 1983                | Pontins Professional            | Prestatyn      | Non-Ranking           | Doug Mountjoy   | Ray Reardon       | 9:7      |
| 21. bis 27. Mai 1983               | Pontins Brean Sands             | Brean Sands    | Non-Ranking           | Tony Meo        | Silvino Francisco | 9:7      |

## Weltrangliste
Die Weltrangliste wurde aus den Ergebnissen der Weltranglistenturnieren der Snooker-Saison 1982/83 errechnet. Hier abgebildet sind nur die Top 16.
| Nr. | Name            | Veränderung |
| --- | --------------- | ----------- |
| 1   | Ray Reardon     | ▲ 3         |
| 2   | Alex Higgins    | ▲ 8         |
| 3   | Cliff Thorburn  | ▼ 2         |
| 4   | Steve Davis     | ▼ 2         |
| 5   | Eddie Charlton  | ▲ 3         |
| 6   | Kirk Stevens    | ▲ 5         |
| 7   | Doug Mountjoy   | ▼ 1         |
| 8   | David Taylor    | ▼ 1         |
| 9   | Bill Werbeniuk  | ▬           |
| 10  | Jimmy White     | ▲ 11        |
| 11  | Perrie Mans     | ▲ 4         |
| 12  | John Spencer    | ▲ 2         |
| 13  | Dennis Taylor   | ▼ 8         |
| 14  | Terry Griffiths | ▼ 11        |
| 15  | Tony Knowles    | ▲ 5         |
| 16  | Willie Thorne   | ▲ 6         |